# Poolbillard-Jugendeuropameisterschaft 1992
Die Poolbillard-Jugendeuropameisterschaft 1992 war die zwölfte Austragung der von der European Pocket Billiard Federation veranstalteten Jugend-Kontinentalmeisterschaft im Poolbillard. Sie fand in Jönköping statt.
Ausgespielt wurden die Disziplinen 14/1 endlos, 8-Ball und 9-Ball sowie Mannschafts-Wettbewerbe in den Kategorien Junioren und Schüler.

## Medaillengewinner
| Disziplin              | Gold            | Silber           | Bronze                       |       |
| ---------------------- | --------------- | ---------------- | ---------------------------- | ----- |
| Junioren – 14/1 endlos | Thomas Mehtala  | Alexander Wanner | Dieter Mussemann J. P. Meroz | [ 1 ] |
| Junioren – 8-Ball      | Bernd Jahnke    | R. Lackner       | M. Nygren S. Raudas          | [ 2 ] |
| Junioren – 9-Ball      | Sascha Specchia | A. Ettelin       | R. Blomstedt P. Antonsson    | [ 3 ] |
| Junioren-Mannschaft    | Deutschland     | Österreich       | Norwegen Schweiz             | [ 4 ] |
| Schüler – 14/1 endlos  | M. Modigh       | M. Schwendinger  | Marcus Chamat Morten Hansen  | [ 5 ] |
| Schüler – 8-Ball       | Damir Ziuber    | Ronnie Oldervik  | Uwe Bastin Andreas Rindler   | [ 6 ] |
| Schüler – 9-Ball       | Marcus Rohe     | M. Bauch         | Michael Remy M. Staler       | [ 7 ] |
| Schüler-Mannschaft     | Norwegen        | Finnland         | Schweden Deutschland         | [ 8 ] |